# Jáger Bandi
Jáger Bandi (Budapest, 1971. augusztus 10. –) magyar dzsessz-zongorista, zeneszerző, producer, a Jazzrael és a Malek Andi Soulistic együttes vezetője.

## Életpályája
Hatéves korától zongorázik, abszolút hallással született. Tizennyolc évesen végzett dzsessz-zongora szakon. Az egyik első hiteles latin zongorista Magyarországon, a latin zene, kultúra, és latin dzsessz zongorázás egyik hazai megteremtője. Spanyol, kubai, chilei, dél-amerikai zenészekkel játszott együtt, több mint húsz lemezen hallható 
Két arany- és két platinalemez birtokosa.
- 1998-ban Alex Acunával játszott együtt Budapesten a Hit Parkban.
- 2005-ben George Bensonnal is játszhatott együtt Szegeden.
- 2006-ban megalakult a Jazzrael együttes.
- 2007-ben a latin amerikai kultúra népszerűsitése érdekében kifejtett tevékenységéért diszoklevelet kapott a mexikói nagykövettől.
- 2017-ben Malek Andi Soulistic együttes megalakult.
- 2020-ban Szikra Díj – Legjobb dicsőítő dal: Jáger Bandi–Malek Andrea – Kegyelmed oly nagy

Malek Andi Soulistic
A Soulistic a neves énekesnő, Malek Andrea és a zongorista-zeneszerző, Jáger Bandi együttműködéséből jött létre 2016-ban. A formáció egy nagyon különleges projekt, amely a Gospel, Jazz,Soul stílust ötvözi 
“Soulistic” név a lélek és a zene közötti szoros kapcsolatra utal.

## Albumok
- Rap Karácsony (1993)Be Boop
- Latin Dance (1994)Be Boop
- Sky Light (2006)
- Madárka (2017)
- Álom (2018)